# Challenge d'Asie de hockey sur glace 2013
Navigation
Édition précédente Édition suivante
Le Challenge d'Asie de hockey sur glace 2013 est la sixième édition de cette compétition de hockey sur glace organisée par la Fédération internationale de hockey sur glace. Elle se tient du 16 au 24 mars 2013 à Bangkok en Thaïlande.

## Présentation
Dix équipes nationales prennent part au Challenge d'Asie 2013, soit un record dans l'histoire de la compétition. Toutes les rencontres ont lieu au Rink Ice Arena, une patinoire située au septième et dernier étage d'un centre commercial, le Central Plaza Grand Rama 9.
Les dix sélections sont partagées en deux groupes de cinq, formés sous la forme de divisions. Toutes les équipes du Groupe A et les trois premières du Groupe B se qualifient pour les quarts de finale. S'ensuivent les demi-finales, le match pour la troisième place et la finale.
La répartition des points est la suivante :
- 3 points pour une victoire dans le temps réglementaire
- 2 points pour une victoire en prolongation ou aux tirs de fusillade
- 1 point pour une défaite en prolongation ou aux tirs de fusillade
- 0 point pour une défaite dans le temps réglementaire

| Groupe A - Émirats arabes unis (T) - Thaïlande - Malaisie - Taipei chinois - Koweït | Groupe B - Inde - Macao - Mongolie - Hong Kong - Singapour |

## Tour préliminaire

### Groupe A
Tous les horaires sont locaux (UTC+7)
| 16 mars 2013 | Malaisie | 1-7 (0-1, 1-3, 0-3) | Émirats arabes unis | Rink Ice Arena |

| Feuille de match | Feuille de match | Feuille de match | Feuille de match | Feuille de match |
| ---------------- | ---------------- | ---------------- | ---------------- | ---------------- |
|                  |                  |                  |                  |                  |
|                  |                  |                  |                  |                  |
|                  |                  |                  |                  |                  |
|                  |                  |                  |                  |                  |

| 16 mars 2013 | Koweït | 0-10 (0-1, 0-4, 0-5) | Thaïlande | Rink Ice Arena |

| Feuille de match | Feuille de match | Feuille de match | Feuille de match | Feuille de match |
| ---------------- | ---------------- | ---------------- | ---------------- | ---------------- |
|                  |                  |                  |                  |                  |
|                  |                  |                  |                  |                  |
|                  |                  |                  |                  |                  |
|                  |                  |                  |                  |                  |

| 17 mars 2013 | Taïwan | 13-1 (4-1, 6-0, 3-0) | Koweït | Rink Ice Arena |

| Feuille de match | Feuille de match | Feuille de match | Feuille de match | Feuille de match |
| ---------------- | ---------------- | ---------------- | ---------------- | ---------------- |
|                  |                  |                  |                  |                  |
|                  |                  |                  |                  |                  |
|                  |                  |                  |                  |                  |
|                  |                  |                  |                  |                  |

| 18 mars 2013 | Thaïlande | 16-3 (6-2, 3-1, 7-0) | Malaisie | Rink Ice Arena |

| Feuille de match | Feuille de match | Feuille de match | Feuille de match | Feuille de match |
| ---------------- | ---------------- | ---------------- | ---------------- | ---------------- |
|                  |                  |                  |                  |                  |
|                  |                  |                  |                  |                  |
|                  |                  |                  |                  |                  |
|                  |                  |                  |                  |                  |

| 18 mars 2013 | Émirats arabes unis | 1-2 (pr) (1-0, 0-0, 0-1, 0-1) | Taïwan | Rink Ice Arena |

| Feuille de match | Feuille de match | Feuille de match | Feuille de match | Feuille de match |
| ---------------- | ---------------- | ---------------- | ---------------- | ---------------- |
|                  |                  |                  |                  |                  |
|                  |                  |                  |                  |                  |
|                  |                  |                  |                  |                  |
|                  |                  |                  |                  |                  |

| 19 mars 2013 | Koweït | 1-6 (0-2, 0-2, 1-2) | Émirats arabes unis | Rink Ice Arena |

| Feuille de match | Feuille de match | Feuille de match | Feuille de match | Feuille de match |
| ---------------- | ---------------- | ---------------- | ---------------- | ---------------- |
|                  |                  |                  |                  |                  |
|                  |                  |                  |                  |                  |
|                  |                  |                  |                  |                  |
|                  |                  |                  |                  |                  |

| 20 mars 2013 | Thaïlande | 2-7 (1-3, 1-2, 0-2) | Taïwan | Rink Ice Arena |

| Feuille de match | Feuille de match | Feuille de match | Feuille de match | Feuille de match |
| ---------------- | ---------------- | ---------------- | ---------------- | ---------------- |
|                  |                  |                  |                  |                  |
|                  |                  |                  |                  |                  |
|                  |                  |                  |                  |                  |
|                  |                  |                  |                  |                  |

| 20 mars 2013 | Malaisie | 2-6 (1-1, 0-2, 0-3) | Koweït | Rink Ice Arena |

| Feuille de match | Feuille de match | Feuille de match | Feuille de match | Feuille de match |
| ---------------- | ---------------- | ---------------- | ---------------- | ---------------- |
|                  |                  |                  |                  |                  |
|                  |                  |                  |                  |                  |
|                  |                  |                  |                  |                  |
|                  |                  |                  |                  |                  |

| 21 mars 2013 | Émirats arabes unis | 2-3 (0-2, 2-1, 0-0) | Thaïlande | Rink Ice Arena |

| Feuille de match | Feuille de match | Feuille de match | Feuille de match | Feuille de match |
| ---------------- | ---------------- | ---------------- | ---------------- | ---------------- |
|                  |                  |                  |                  |                  |
|                  |                  |                  |                  |                  |
|                  |                  |                  |                  |                  |
|                  |                  |                  |                  |                  |

| 21 mars 2013 | Taïwan | 9-1 (2-0, 3-0, 4-1) | Malaisie | Rink Ice Arena |

| Feuille de match | Feuille de match | Feuille de match | Feuille de match | Feuille de match |
| ---------------- | ---------------- | ---------------- | ---------------- | ---------------- |
|                  |                  |                  |                  |                  |
|                  |                  |                  |                  |                  |
|                  |                  |                  |                  |                  |
|                  |                  |                  |                  |                  |

| Clt   | Équipe              | PJ | V | VP | D | DP | BP | BC | Diff | Pts |
| ----- | ------------------- | -- | - | -- | - | -- | -- | -- | ---- | --- |
| +001, | Taipei chinois      | 4  | 3 | 1  | 0 | 0  | 31 | 5  | +26  | 11  |
| +002, | Thaïlande           | 4  | 3 | 0  | 1 | 0  | 31 | 12 | +19  | 9   |
| +003, | Émirats arabes unis | 4  | 2 | 0  | 1 | 1  | 16 | 7  | +9   | 7   |
| +004, | Koweït              | 4  | 1 | 0  | 3 | 0  | 8  | 31 | -23  | 3   |
| +005, | Malaisie            | 4  | 0 | 0  | 4 | 0  | 7  | 38 | -31  | 0   |

- Qualifié pour les quarts de finale

### Groupe B
Tous les horaires sont locaux (UTC+7)
| 16 mars 2013 | Mongolie | 20-0 (5-0, 6-0, 9-0) | Inde | Rink Ice Arena |

| Feuille de match | Feuille de match | Feuille de match | Feuille de match | Feuille de match |
| ---------------- | ---------------- | ---------------- | ---------------- | ---------------- |
|                  |                  |                  |                  |                  |
|                  |                  |                  |                  |                  |
|                  |                  |                  |                  |                  |
|                  |                  |                  |                  |                  |

| 16 mars 2013 | Singapour | 4-6 (1-1, 2-2, 1-3) | Macao | Rink Ice Arena |

| Feuille de match | Feuille de match | Feuille de match | Feuille de match | Feuille de match |
| ---------------- | ---------------- | ---------------- | ---------------- | ---------------- |
|                  |                  |                  |                  |                  |
|                  |                  |                  |                  |                  |
|                  |                  |                  |                  |                  |
|                  |                  |                  |                  |                  |

| 17 mars 2013 | Hong Kong | 10-0 (4-0, 4-0, 2-0) | Singapour | Rink Ice Arena |

| Feuille de match | Feuille de match | Feuille de match | Feuille de match | Feuille de match |
| ---------------- | ---------------- | ---------------- | ---------------- | ---------------- |
|                  |                  |                  |                  |                  |
|                  |                  |                  |                  |                  |
|                  |                  |                  |                  |                  |
|                  |                  |                  |                  |                  |

| 18 mars 2013 | Macao | 1-6 (0-2, 1-3, 0-1) | Mongolie | Rink Ice Arena |

| Feuille de match | Feuille de match | Feuille de match | Feuille de match | Feuille de match |
| ---------------- | ---------------- | ---------------- | ---------------- | ---------------- |
|                  |                  |                  |                  |                  |
|                  |                  |                  |                  |                  |
|                  |                  |                  |                  |                  |
|                  |                  |                  |                  |                  |

| 18 mars 2013 | Inde | 0-21 (0-6, 0-7, 0-8) | Hong Kong | Rink Ice Arena |

| Feuille de match | Feuille de match | Feuille de match | Feuille de match | Feuille de match |
| ---------------- | ---------------- | ---------------- | ---------------- | ---------------- |
|                  |                  |                  |                  |                  |
|                  |                  |                  |                  |                  |
|                  |                  |                  |                  |                  |
|                  |                  |                  |                  |                  |

| 19 mars 2013 | Singapour | 13-4 (4-1, 3-1, 6-2) | Inde | Rink Ice Arena |

| Feuille de match | Feuille de match | Feuille de match | Feuille de match | Feuille de match |
| ---------------- | ---------------- | ---------------- | ---------------- | ---------------- |
|                  |                  |                  |                  |                  |
|                  |                  |                  |                  |                  |
|                  |                  |                  |                  |                  |
|                  |                  |                  |                  |                  |

| 20 mars 2013 | Macao | 0-9 (0-2, 0-3, 0-4) | Hong Kong | Rink Ice Arena |

| Feuille de match | Feuille de match | Feuille de match | Feuille de match | Feuille de match |
| ---------------- | ---------------- | ---------------- | ---------------- | ---------------- |
|                  |                  |                  |                  |                  |
|                  |                  |                  |                  |                  |
|                  |                  |                  |                  |                  |
|                  |                  |                  |                  |                  |

| 20 mars 2013 | Mongolie | 3-2 (0-1, 2-1, 1-0) | Singapour | Rink Ice Arena |

| Feuille de match | Feuille de match | Feuille de match | Feuille de match | Feuille de match |
| ---------------- | ---------------- | ---------------- | ---------------- | ---------------- |
|                  |                  |                  |                  |                  |
|                  |                  |                  |                  |                  |
|                  |                  |                  |                  |                  |
|                  |                  |                  |                  |                  |

| 21 mars 2013 | Inde | 1-9 (0-2, 1-4, 0-3) | Macao | Rink Ice Arena |

| Feuille de match | Feuille de match | Feuille de match | Feuille de match | Feuille de match |
| ---------------- | ---------------- | ---------------- | ---------------- | ---------------- |
|                  |                  |                  |                  |                  |
|                  |                  |                  |                  |                  |
|                  |                  |                  |                  |                  |
|                  |                  |                  |                  |                  |

| 21 mars 2013 | Hong Kong | 7-3 (2-0, 4-2, 1-1) | Mongolie | Rink Ice Arena |

| Feuille de match | Feuille de match | Feuille de match | Feuille de match | Feuille de match |
| ---------------- | ---------------- | ---------------- | ---------------- | ---------------- |
|                  |                  |                  |                  |                  |
|                  |                  |                  |                  |                  |
|                  |                  |                  |                  |                  |
|                  |                  |                  |                  |                  |

| Clt   | Équipe    | PJ | V | VP | D | DP | BP | BC | Diff | Pts |
| ----- | --------- | -- | - | -- | - | -- | -- | -- | ---- | --- |
| +001, | Hong Kong | 4  | 4 | 0  | 0 | 0  | 47 | 3  | +44  | 12  |
| +002, | Mongolie  | 4  | 3 | 0  | 1 | 0  | 32 | 10 | +22  | 9   |
| +003, | Macao     | 4  | 2 | 0  | 2 | 0  | 16 | 20 | -4   | 6   |
| +004, | Singapour | 4  | 1 | 0  | 3 | 0  | 19 | 23 | -4   | 3   |
| +005, | Inde      | 4  | 0 | 0  | 4 | 0  | 5  | 63 | -58  | 0   |

- Qualifié pour les quarts de finale

## Phase finale

### Tableau
Tous les horaires sont locaux (UTC+7)
|  | Quarts de finale      | Quarts de finale   |                |    | Demi-finales          | Demi-finales          |  |  | Finale             | Finale             |
|  | Quarts de finale      | Quarts de finale   |                |    | Demi-finales          | Demi-finales          |  |  | Finale             | Finale             |
|  |                       |                    |                |    |                       |                       |  |  |                    |                    |
|  | 22 mars 2013, 10 h    | 22 mars 2013, 10 h |                |    | 23 mars 2013, 20 h 30 | 23 mars 2013, 20 h 30 |  |  | 24 mars 2013, 18 h | 24 mars 2013, 18 h |
|  | 22 mars 2013, 10 h    | 22 mars 2013, 10 h |                |    | 23 mars 2013, 20 h 30 | 23 mars 2013, 20 h 30 |  |  | 24 mars 2013, 18 h | 24 mars 2013, 18 h |
|  | Taipei chinois        | 11                 |                |    | 23 mars 2013, 20 h 30 | 23 mars 2013, 20 h 30 |  |  | 24 mars 2013, 18 h | 24 mars 2013, 18 h |
|  | Taipei chinois        | 11                 |                |    | 23 mars 2013, 20 h 30 | 23 mars 2013, 20 h 30 |  |  | 24 mars 2013, 18 h | 24 mars 2013, 18 h |
|  | Macao                 | 0                  |                |    | 23 mars 2013, 20 h 30 | 23 mars 2013, 20 h 30 |  |  | 24 mars 2013, 18 h | 24 mars 2013, 18 h |
|  | Macao                 | 0                  | Taipei chinois | 21 |                       |                       |  |  | 24 mars 2013, 18 h | 24 mars 2013, 18 h |
|  | 22 mars 2013, 20 h 30 |                    | Taipei chinois | 21 |                       |                       |  |  | 24 mars 2013, 18 h | 24 mars 2013, 18 h |
|  |                       | Koweït             | 0              |    |                       |                       |  |  | 24 mars 2013, 18 h | 24 mars 2013, 18 h |
|  | Koweït                | Koweït             | 0              | 4  |                       |                       |  |  | 24 mars 2013, 18 h | 24 mars 2013, 18 h |
|  | Koweït                |                    |                | 4  |                       |                       |  |  | 24 mars 2013, 18 h | 24 mars 2013, 18 h |
|  | Malaisie              | 3                  |                |    |                       |                       |  |  | 24 mars 2013, 18 h | 24 mars 2013, 18 h |
|  | Malaisie              | 3                  | Taipei chinois | 4  |                       |                       |  |  |                    |                    |
|  | 22 mars 2013, 17 h    |                    | Taipei chinois | 4  |                       |                       |  |  |                    |                    |
|  |                       | Hong Kong          | 2              |    |                       |                       |  |  |                    |                    |
|  | Thaïlande             | Hong Kong          | 2              | 4  |                       |                       |  |  |                    |                    |
|  | Thaïlande             | 23 mars 2013, 17 h |                | 4  |                       |                       |  |  |                    |                    |
|  | Mongolie              | 5                  |                |    |                       |                       |  |  |                    |                    |
|  | Mongolie              | 5                  | Mongolie       | 3  |                       |                       |  |  |                    |                    |
|  | 22 mars 2013, 13 h 30 |                    | Mongolie       | 3  |                       |                       |  |  |                    |                    |
|  |                       | Hong Kong          | 4              |    |                       |                       |  |  |                    |                    |
|  | Émirats arabes unis   | Hong Kong          | 4              | 3  |                       |                       |  |  |                    |                    |
|  | Émirats arabes unis   |                    |                | 3  |                       |                       |  |  |                    |                    |
|  | Hong Kong             | 6                  |                |    |                       |                       |  |  |                    |                    |
|  | Hong Kong             | 6                  |                |    |                       |                       |  |  |                    |                    |

### Détails des rencontres
| 22 mars 2013 | Taïwan | 11-0 (8-0, 0-0, 3-0) | Macao | Rink Ice Arena |

| Feuille de match | Feuille de match | Feuille de match | Feuille de match | Feuille de match |
| ---------------- | ---------------- | ---------------- | ---------------- | ---------------- |
|                  |                  |                  |                  |                  |
|                  |                  |                  |                  |                  |
|                  |                  |                  |                  |                  |
|                  |                  |                  |                  |                  |

| 22 mars 2013 | Émirats arabes unis | 3-6 (1-2, 1-1, 1-3) | Hong Kong | Rink Ice Arena |

| Feuille de match | Feuille de match | Feuille de match | Feuille de match | Feuille de match |
| ---------------- | ---------------- | ---------------- | ---------------- | ---------------- |
|                  |                  |                  |                  |                  |
|                  |                  |                  |                  |                  |
|                  |                  |                  |                  |                  |
|                  |                  |                  |                  |                  |

| 22 mars 2013 | Thaïlande | 4-5 (1-2, 2-1, 1-2) | Mongolie | Rink Ice Arena |

| Feuille de match | Feuille de match | Feuille de match | Feuille de match | Feuille de match |
| ---------------- | ---------------- | ---------------- | ---------------- | ---------------- |
|                  |                  |                  |                  |                  |
|                  |                  |                  |                  |                  |
|                  |                  |                  |                  |                  |
|                  |                  |                  |                  |                  |

| 22 mars 2013 | Koweït | 4-3 (1-2, 3-0, 0-1) | Malaisie | Rink Ice Arena |

| Feuille de match | Feuille de match | Feuille de match | Feuille de match | Feuille de match |
| ---------------- | ---------------- | ---------------- | ---------------- | ---------------- |
|                  |                  |                  |                  |                  |
|                  |                  |                  |                  |                  |
|                  |                  |                  |                  |                  |
|                  |                  |                  |                  |                  |

#### Demi-finales
| 23 mars 2013 | Mongolie | 3-4 (0-2, 0-1, 3-1) | Hong Kong | Rink Ice Arena |

| Feuille de match | Feuille de match | Feuille de match | Feuille de match | Feuille de match |
| ---------------- | ---------------- | ---------------- | ---------------- | ---------------- |
|                  |                  |                  |                  |                  |
|                  |                  |                  |                  |                  |
|                  |                  |                  |                  |                  |
|                  |                  |                  |                  |                  |

| 23 mars 2013 | Taïwan | 21-0 (4-0, 10-0, 7-0) | Koweït | Rink Ice Arena |

| Feuille de match | Feuille de match | Feuille de match | Feuille de match | Feuille de match |
| ---------------- | ---------------- | ---------------- | ---------------- | ---------------- |
|                  |                  |                  |                  |                  |
|                  |                  |                  |                  |                  |
|                  |                  |                  |                  |                  |
|                  |                  |                  |                  |                  |

#### Match pour la troisième place
| 24 mars 2013 | Koweït | 0-11 (0-3, 0-2, 0-6) | Mongolie | Rink Ice Arena |

| Feuille de match | Feuille de match | Feuille de match | Feuille de match | Feuille de match |
| ---------------- | ---------------- | ---------------- | ---------------- | ---------------- |
|                  |                  |                  |                  |                  |
|                  |                  |                  |                  |                  |
|                  |                  |                  |                  |                  |
|                  |                  |                  |                  |                  |

#### Finale
| 24 mars 2013 | Taïwan | 4-2 (1-0, 2-1, 1-1) | Hong Kong | Rink Ice Arena |

| Feuille de match | Feuille de match | Feuille de match | Feuille de match | Feuille de match |
| ---------------- | ---------------- | ---------------- | ---------------- | ---------------- |
|                  |                  |                  |                  |                  |
|                  |                  |                  |                  |                  |
|                  |                  |                  |                  |                  |
|                  |                  |                  |                  |                  |

## Bilan
En dominant Hong Kong lors de la finale, Taïwan remporte son troisième Challenge d'Asie après ses succès en 2008 et 2010, tandis que la Mongolie monte sur le podium pour première fois.
Le portier des Émirats arabes unis Khaled Al-Suwaidi est désigné meilleur gardien du tournoi. Les récompenses de meilleur défenseur et de meilleur attaquant reviennent respectivement au thaïlandais Likit Neimwan Andersson et au malaisien Ban Kin Loke. Le meilleur pointeur du l'événement est Jasper Tang de Hong Kong avec 19 points (9 buts et 10 aides).
| Clt                | Équipe              |
| ------------------ | ------------------- |
| Médaille d'or      | Taipei chinois      |
| Médaille d'argent  | Hong Kong           |
| Médaille de bronze | Mongolie            |
| 4                  | Koweït              |
| 5-8                | Thaïlande           |
| 5-8                | Émirats arabes unis |
| 5-8                | Malaisie            |
| 5-8                | Macao               |
| 9                  | Singapour           |
| 10                 | Inde                |